# Carretera antigua a Yarinacocha
La carretera antigua hacia el distrito de Yarinacocha fue la principal vía de Pucallpa llamado así por ser centro de movilidad en la década de 1980. Esta carretera fue reemplazada por la Avenida Yarinacocha en la década de 1990.
En 2012 se realizó un mejoramiento de la carretera a cargo de Consorcio Yarina.